# Nidadavole
Nidadavole è una suddivisione dell'India, classificata come municipality, di 43.211 abitanti, situata nel distretto del Godavari Occidentale, nello stato federato dell'Andhra Pradesh. In base al numero di abitanti la città rientra nella classe III (da 20.000 a 49.999 persone).

## Geografia fisica
La città è situata a 16° 55' 0 N e 81° 40' 0 E e ha un'altitudine di 11 m s.l.m..

## Società

### Evoluzione demografica
Al censimento del 2001 la popolazione di Nidadavole assommava a 43.211 persone, delle quali 21.231 maschi e 21.980 femmine. I bambini di età inferiore o uguale ai sei anni assommavano a 4.778, dei quali 2.337 maschi e 2.441 femmine. Infine, coloro che erano in grado di saper almeno leggere e scrivere erano 31.083, dei quali 16.040 maschi e 15.043 femmine.